# Ars Longa Vita Brevis
Ars Longa Vita Brevis, pubblicato nel 1968, è il secondo album in studio del gruppo musicale britannico di rock progressivo The Nice.

## Storia
Poco prima della registrazione dell'album, il chitarrista Davy O'List fu cacciato dal gruppo poiché reso eccessivamente inaffidabile dall'abuso di stupefacenti. Dopo aver cercato di rimpiazzarlo con altri chitarristi tra cui Steve Howe, futuro membro degli Yes, i Nice decisero di proseguire come trio; in un solo brano di quest'album, si avvalsero della collaborazione del chitarrista Malcolm Langstaff il quale eseguì una parte scritta in precedenza dallo stesso O'List.

## Brani
I primi tre brani del disco proseguono idealmente nello stile del precedente album The Thoughts of Emerlist Davjack, fatto di canzoni a metà fra beat e psichedelia.
- Daddy Where did I Come from parla di un bambino che domanda ai genitori come è nato e viene più volte rimpallato tra la mamma e il papà, quindi quest'ultimo prova a rispondergli con le tipiche circonlocuzioni su api, impollinazione dei fiori, cicogne ecc. salvo rendersi conto che il figlio sa già tutto e si è accorto anche che il papà è ubriaco. Nell'inciso strumentale, vari gemiti alludono a un amplesso. In questo brano Keith Emerson si occupa di quasi tutte le parti vocali, caso raro non solo in The Nice ma nell'intera carriera discografica del tastierista.[1]
- Little Arabella, brano swing con Emerson all’organo e al piano honky-tonk, è il ritratto psichedelico di una ragazza.
- Il testo di Happy Freuds è una satira di Jackson sulla moda della psicoanalisi facile e in generale su coloro che s'illudono di "conoscere se stessi" guardandosi allo specchio: secondo l'autore, ci vorrebbe uno specchio che mostrasse alle persone come gli altri le vedono e non soltanto come esse stesse si vedono.
- Segue la lunga rilettura di un brano sinfonico di Jean Sibelius, Intermezzo dalla Karelia Suite, con cui il gruppo inaugura la fusione fra musica classica e rock che caratterizzerà in modo significativo il suo repertorio d'ora in avanti.[1] In coda, Don Edito el Gruva è un frammento di pochi secondi con l'orchestra che accorda gli strumenti, interrotta bruscamente dal suono di un fischietto tra le risate dei presenti; è un omaggio al tecnico del suono Don Brewer: il titolo è infatti una storpiatura in finto spagnolo della frase inglese Don edits the grooves.[1]
- La nuova cifra stilistica introdotta da Intermezzo prosegue sul lato B, occupato interamente dalla suite che dà il titolo all'album. Essa vede nuovamente il gruppo affiancato dall'orchestra e si compone di sei parti: un preludio, quattro movimenti ed una coda. Le varie sezioni, a un ascolto attento, si rivelano registrate separatamente e poi montate in sequenza.[1] Il titolo in latino è un aforisma tradizionalmente attribuito a Ippocrate; l'interpretazione che ne diede Keith Emerson è riportata fra le note di copertina:

This time the force happened to come from a European source. Ours is an extension of the original Allegro from "Brandenburg Concerto No. 3". Yesterday I met someone who changed my life, today we put down a sound that made our aim accurate.
Tomorrow is yesterday's history and art will still be there, even if life terminates.»
(Keith Emerson)
La suite è strutturata come segue:
- Prelude è una breve introduzione strumentale eseguita dal trio con l'ausilio dei fiati dell'orchestra.
- 1st Movement - Awakening è un assolo di batteria e percussioni di Brian Davison, introdotto da un breve contributo rumoristico di Emerson all'organo Hammond.
- 2nd Movement - Realisation, eseguito dal solo gruppo, mescola jazz e rock, include un testo scritto e cantato da Lee Jackson; questa sezione è accreditata anche a Davy O'List, in quanto composta prima della sua uscita dal gruppo: le parti di chitarra da lui originariamente ideate sono qui eseguite da Malcolm Langstaff.
- 3rd Movement - Acceptance 'Brandenburger' vede il ritorno dell'orchestra e fonde un riff originale con l'arrangiamento rock del 1º movimento dal Concerto brandeburghese n. 3 di Bach.
- 4th Movement - Denial si apre con un passaggio strumentale che include una breve citazione del brano Little Rootie Tootie di Thelonious Monk, per poi riprendere il cantato di Realisation.
- Coda - Extension to the Big Note è il breve finale della suite, eseguito dal trio nuovamente assieme ai fiati.

## Copertina
La copertina dell'album, realizzata dal fotografo Gered Mankowitz, consiste nella composizione di tre immagini che le note del disco indicano come radiografie dei componenti il gruppo, ma che a un esame attento si rivelano la riproduzione della stessa foto, con tre inclinazioni diverse. L'idea di partenza era effettivamente quella di radiografare i tre musicisti, metafora del fatto che l'album ne coglieva l'essenza più intima e autentica ma fu scartata per i rischi alla salute derivanti dall'esposizione integrale ai raggi X.
Mankowitz reperì allora vecchie lastre da una clinica a Knightsbridge e si costruì un diafanoscopio rudimentale sul quale disporle, come in un collage, fino a comporre una figura umana intera a grandezza naturale; prima di scattare, vi aggiunse sagome di organi interni da lui stesso disegnate su lucidi colorati. La fotografia fu infine "triplicata" in fase di composizione grafica, mediante esposizione multipla.

## Tracce
Lato A
1. Daddy, Where Did I Come From – 3:43 (Keith Emerson, Lee Jackson)
2. Little Arabella – 4:17 (Emerson, Jackson)
3. Happy Freuds – 3:27 (Emerson, Jackson)
4. Intermezzo from the Karelia Suite – 8:57 (Jean Sibelius; arr. The Nice)
5. Don Edito el Gruva – 0:13 (Brian Davison, Emerson, Jackson)

Durata totale: 20:37
Lato B
1. Ars Longa Vita Brevis (*) – 19:20

(*) Sull'etichetta del vinile, a seconda delle edizioni, la suite figura anche come: Symphony for Group and Orchestra, in aggiunta o in sostituzione del titolo in latino; altre edizioni elencano erroneamente i sei movimenti come brani distinti, omettendo cioè del tutto il titolo della suite, probabilmente perché coincidente con quello dell'album.

## Formazione
Gruppo
- Keith Emerson – tastiere
- Lee Jackson – basso, voce
- Brian Davison – batteria, percussioni

Ospiti
- Malcolm Langstaff – chitarra (Ars Longa Vita Brevis – 2nd Movement: Realisation)
- Robert Stewart – arrangiamento e direzione dell'orchestra

## Crediti
- Don Brewer – ingegnere del suono
- Gered Mankowitz – foto di copertina